# Olivera Marković
Olivera Marković (Beograd, 3. svibnja 1925. – Beograd, 2. srpnja 2011.) bila je srbijanska i jugoslavenska filmska, televizijska i kazališna glumica.

## Životopis

### Karijera
Imala je samo devet godina kada je u Niškoj Banji osnovala "kazališnu grupu" u kojoj je bila glavna glumica, redateljica i autorica tekstova. Akademiju je upisala 1948. godine i studirala u klasi Mate Miloševića. Bila je članica je Beogradskog dramskog kazališta od 1951. godine. Tokom karijere ostvarila je preko 150 uloga u kazalištu i snimila više od 50 filmova.
Olivera Marković bila je i poznata pjevačica tijekom 60-ih godina prošloga stoljeća.

### Privatni život
Oliverin sin Goran Marković je filmski i kazališni redatelj. Njen prvi suprug i Goranov otac je glumac Rade Marković. Drugi suprug je također bio glumac Dušan Bulajić.

## Filmografija

### Televizijske uloge
- "Grlom u jagode" (1976.)
- "Bolji život" (1987. – 1990.)
- "Srećni ljudi" (1993. – 1996.)
- "Otvorena vrata" (1995.)
- "Porodično blago" (2001.)

### Filmske uloge
● "U planinama Jugoslavije" (1946.)
- "Samo ljudi" kao Lela (1957.)
- "Vlak bez voznog reda" kao Ike (1959.)
- "Kozara" (1962.)
- "Čovjek sa fotografije" (1963.)
- "Službeni položaj" (1964.)
- "Hajdučka vremena" kao baba Jeka (1977.)
- "Nacionalna klasa" (1979.)
- "Majstori, majstori" (1980.)
- "Balkan ekspres" (1983.)
- "Obećana zemlja" (1986.)
- "Poslednji krug u Monci" (1989.)
- "Sabirni centar" (1989.)
- "Velika frka" (1992.)

## Nagrade
- 1964. - Zlatna arena u Puli za ulogu u filmu Službeni položaj
- 1983. - Zlatna arena u Puli za ulogu u filmu Balkan ekspres
- 1997. - Dobričin prsten, za životno djelo
- 2007. - Statueta zlatni ćuran u Jagodini, za životno djelo

## Vanjske poveznice
- Olivera Marković u internetskoj bazi filmova IMDb-u (engl.)